# 柯特·霍夫斯塔
柯蒂斯·L·「科特」·霍夫斯塔（英語：Curtis L. "Curt" Hofstad；1946年2月1日—2016年6月18日），是美國的共和黨政治人物，前北达科他州众议院議員。

## 生平
霍夫斯塔於北达科他州魔鬼湖出生，在北達科塔州立大學取得理學學位，之後擔任農夫，也曾在魔鬼湖機場管理局和斯塔克韋瑟學校董事會工作 。
自2009年起，他以共和黨黨籍當選為北達科他州眾議院第十五選區代表議員，至2016年6月18日因心臟病發死於任內，享年70歲。